# Sloupnický potok
Sloupnický potok je pravostranný přítok řeky Loučné v okresech Svitavy a Ústí nad Orlicí v Pardubickém kraji. Délka toku činí 13,7 km. Plocha povodí měří 26,6 km².

## Průběh toku
Potok pramení na východním okraji Horní Sloupnice v nadmořské výšce 438 m. Na horním toku směřuje převážně západním směrem. V tomto úseku protéká Horní a Dolní Sloupnicí, kde napájí několik menších vodních nádrží. Okolí potoka je zde souvisle zastavěno. Po opuštění Dolní Sloupnice teče dále na západ k Českým Heřmanicím, kde se stáčí na severozápad. Na severozápadním okraji obce je část vod potoka svedena do Horního a Prostředního Heřmanického rybníka. Dále Sloupnický potok směřuje na západ k Tisové, kterou protéká. Zde přijímá zleva od jihovýchodu přitékající Labuťku a stáčí se více na severozápad. Do Loučné se vlévá mezi Tisovou a Vysokým Mýtem na 45,2 říčním kilometru v nadmořské výšce okolo 275 m.

### Větší přítoky
- Labuťka (hčp 1-03-02-042) je levostranný přítok na 2,3 říčním kilometru.[1] Délka toku činí 6,8 km.[1] Plocha povodí měří 7,1 km².[2]

## Vodní režim
Průměrný průtok Sloupnického potoka u ústí činí 0,22 m³/s.